# Tendosphaeridae
Famille
Les Tendosphaeridae sont une famille du sous-ordre des cloportes.

## Liste des genres
Selon GBIF (19 février 2023) :
- Macrotelsonia Arcangeli, 1939
- Tendosphaera Verhoeff, 1930
- Thrakosphaera Schmalfuss, 1998